# El Capitolio
EL Capitolio (ook wel Capitolio Nacional genoemd) is een gebouw in de Cubaanse hoofdstad Havana. Het gebouw was tot de Cubaanse Revolutie de zetel van de Cubaanse regering. Na 1959 werd eerst het het ministerie van Wetenschap, Technologie en Milieu en vervolgens de Cubaanse academie van wetenschappen in het gebouw gevestigd. In 2010 werd een grondige renovatie aangevat, en sinds 2015 zetelt het bouwwerk terug als zetel voor de Asamblea Nacional del Poder Popular, de Cubaanse Nationale Assemblee van de Volksmacht.  Sinds 2018 is het bouwwerk terug toegankelijk voor bezoekers.
Het gebouw werd ontworpen door de architecten Raúl Otero en Eugenio Raynieri. Het ontwerp was duidelijk geïnspireerd op het Amerikaanse Capitool, dat eveneens in de neoclassicistische stijl is gebouwd. De bouw van El Capitolio begon op 1 april 1926 en op 20 mei 1929 werd het gebouw opgeleverd. De bouw stond onder toezicht van de Amerikaanse bedrijf Purdy and Henderson. In 1959, na de revolutie verloor het  de functie van regeringsgebouw.

## Afbeeldingen

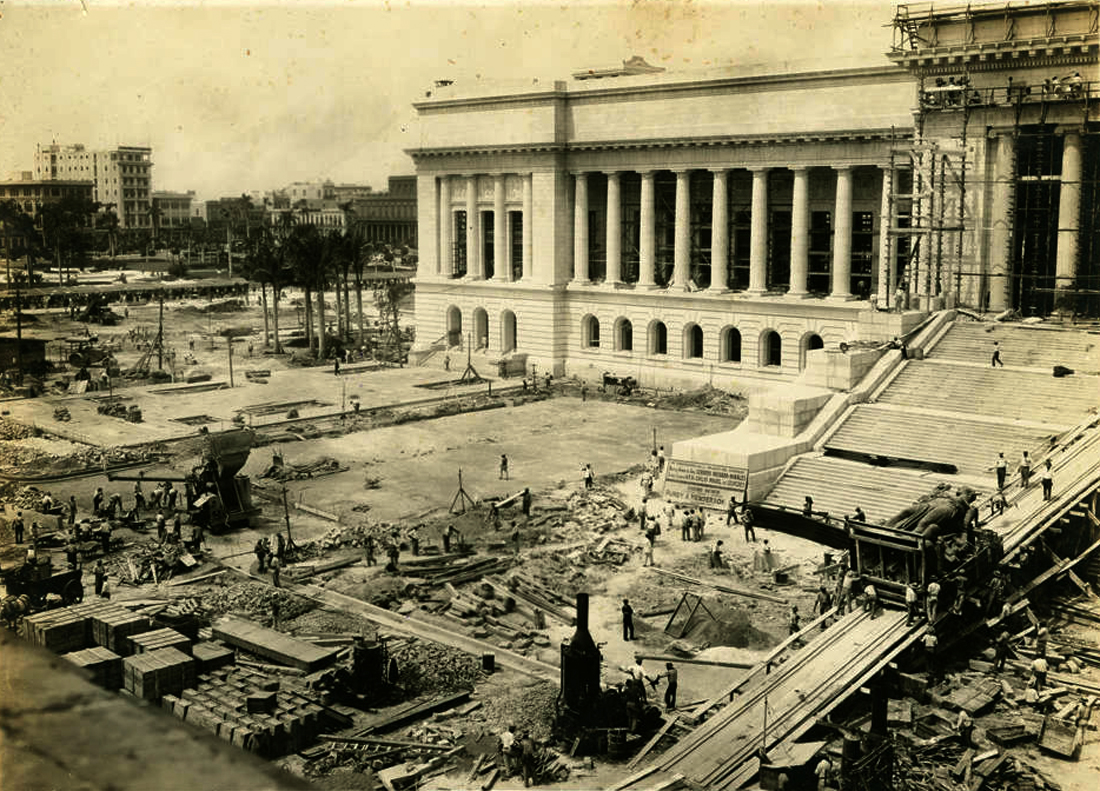
El Capitolio tijdens de bouw in mei 1929
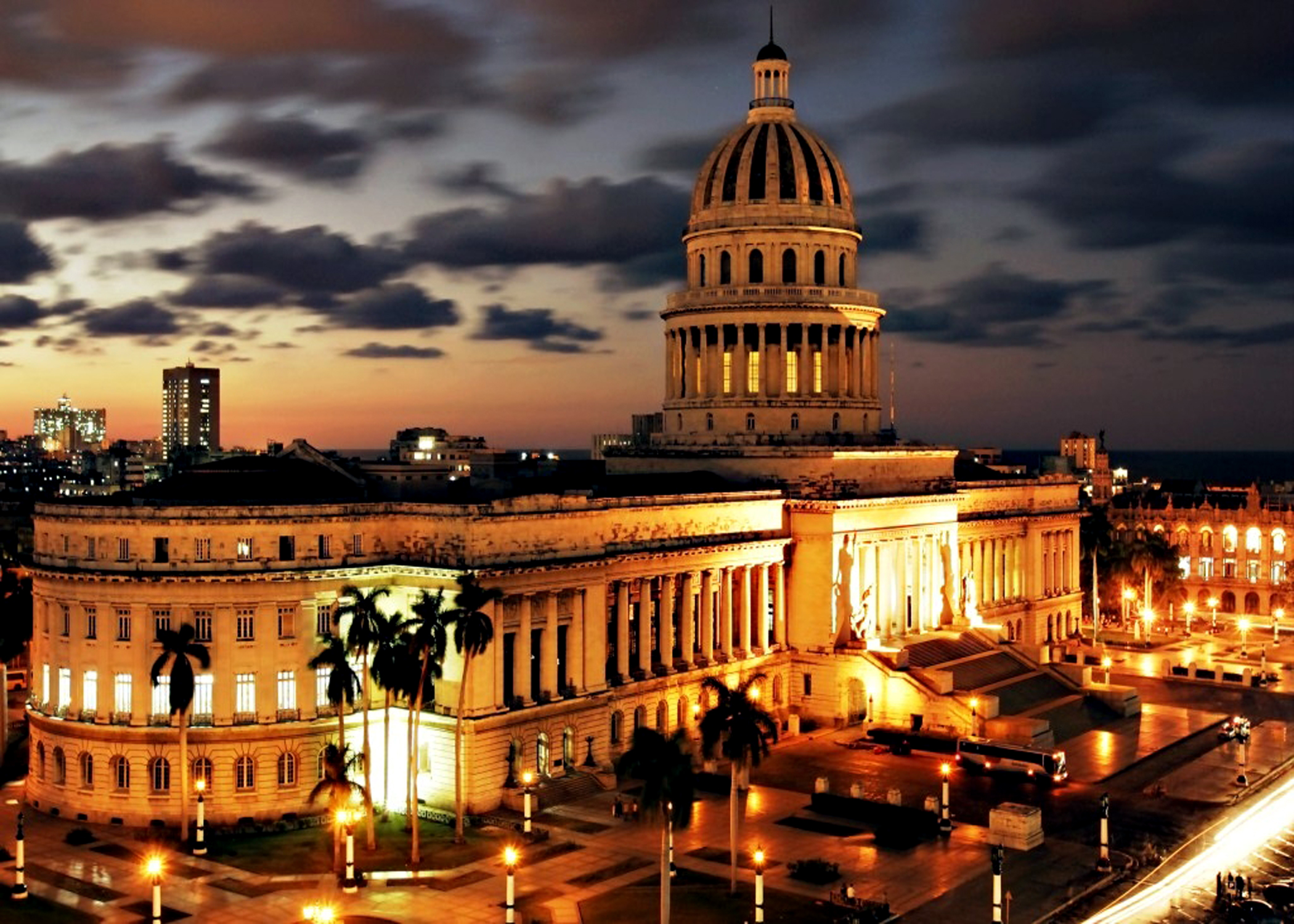
Nachtscene
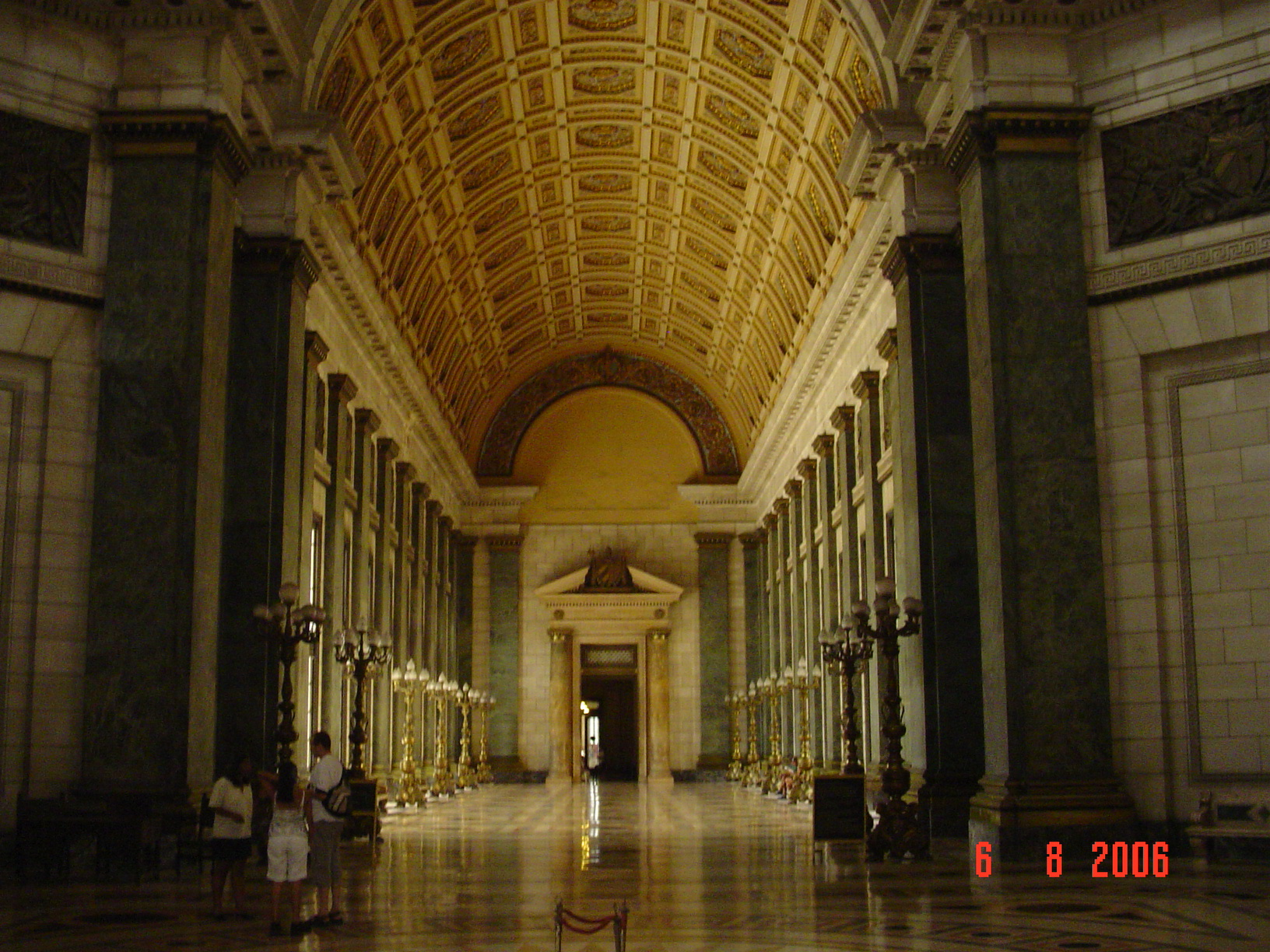
De grote hal bij de entree
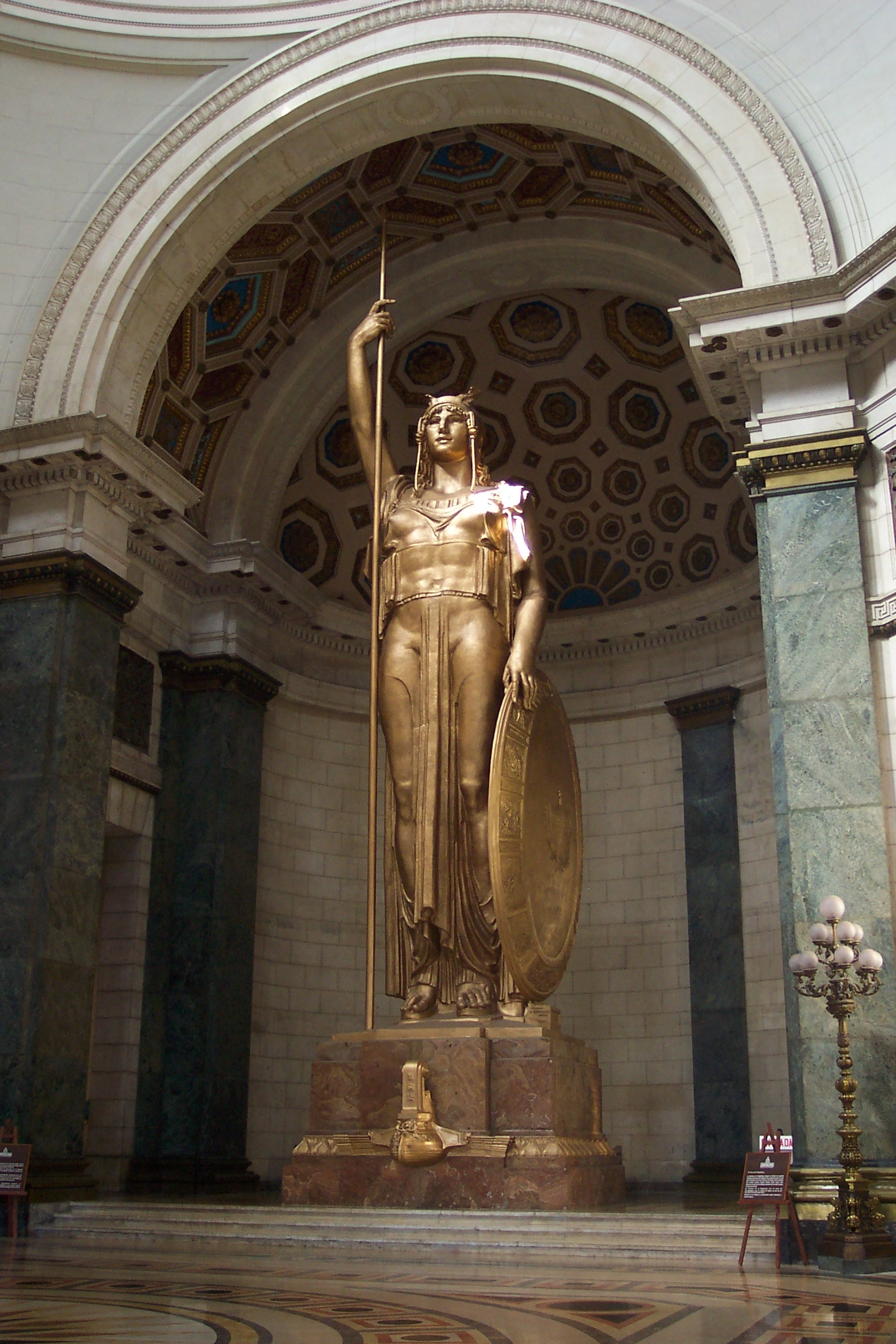
Standbeeld La Republica